# Enamillus bicolor
Enamillus bicolor är en skalbaggsart som beskrevs av Blackburn 1905. Enamillus bicolor ingår i släktet Enamillus och familjen Melolonthidae. Inga underarter finns listade i Catalogue of Life.